# Colin Cameron (homme politique canadien)
Pour les articles homonymes, voir Colin Cameron et Cameron.
Colin Cameron (28 septembre 1896-28 juillet 1968) est un homme politique canadien de la Colombie-Britannique. Il est député fédéral social-démocratique de la circonscription britanno-colombienne de Nanaimo de 1953 à 1958 et de Nanaimo—Cowichan—Les Îles de 1962 à 1968.
Il est aussi député provincial social-démocratique de la circonscription britanno-colombienne de Comox de 1937 à 1945.

## Biographie
Né à Exeter en Angleterre, Cameron arrive au Canada en 1907 à l'âge de 10 ans. Il travaille ensuite comme agriculteur et sur un bateau avant d'entrer en politique.
Après avoir servit en France et en Belgique durant la Première Guerre mondiale, il sert comme député provincial de 1937 à 1945.
Élu sur la scène fédérale, il est critique néo-démocrate en matière de Finances. Cameron meurt subitement d'un accident vasculaire-cérébral à l'âge de 71 ans.
Il est l'auteur de Forestry ... B.C.'s devastated industry paru dans les années 1940 et de Money and the war paru autour de 1943.